# Legawce (wieś)
Legawce (biał. Лягаўцы; ros. Легавцы) – wieś na Białorusi, w rejonie ostrowieckim obwodu grodzieńskiego, około 22 km na północ od Ostrowca.

## Historia
Miejscowość nie istnieje w Słowniku geograficznym Słownika Polskiego (XV tom – w 1902 roku), pojawia się na mapach taktycznych WIG z 1933 roku i w Wykazie miejscowości Rzeczypospolitej Polskiej GUS z 1938 roku. 
W XVIII wieku tereny te wchodziły w skład powiatu wileńskiego województwa wileńskiego Rzeczypospolitej. Po III rozbiorze Polski w 1795 roku znalazły się na terenie powiatu wileńskiego (ujezdu) guberni wileńskiej. Po ustabilizowaniu się granicy polsko-radzieckiej w 1921 roku wróciły do Polski i po ustabilizowaniu się podziałów administracyjnych należały kolejno do gmin Worniany, Michaliszki i Gierwaty w powiecie wileńsko-trockim województwa wileńskiego, od 1945 roku – w ZSRR, od 1991 roku – na terenie Republiki Białorusi.
W 2009 roku w Legawcach mieszkało 10 osób.

## Majątek Turły
Legawce zaistniały na początku XX wieku na obszarze majątku Turły, który – według tradycji rodzinnej – był w drugiej połowie XVIII wieku własnością Michała Brzostowskiego, który roztrwonił swój majątek, a Turły dostały się w ręce jego doradcy prawnego Ksawerego Kotwicza i pozostały w rękach tej rodziny do 1939 roku, początkowo mając powierzchnię ponad 5000 ha, a przed II wojną światową – już tylko 300 ha. Ostatnimi ich właścicielami byli: Jan Hipolit Kotwicz (~1866–1937, prawnuk Ksawerego) i jego druga żona Maria Mazaraki (~1880–1960) oraz ich dzieci: Józef (zginął w powstaniu warszawskim) i Maria Alexandrowiczowa.
W 1865 roku w Turłach mieszkało 26 osób.

## Nieistniejący dwór Kotwiczów
Syn Ksawerego, Jan Kotwicz, objąwszy majątek na początku XIX wieku, wybudował w Turłach murowany klasycystyczny dwór, istniejący tu do II wojny światowej. Był to jedenastoosiowy budynek wzniesiony na planie szerokiego prostokąta. Trójosiowa część centralna była dwukondygnacyjna i przed nią stał stosunkowo płytki portyk w wielkim porządku z czterema kolumnami toskańskimi podtrzymującymi trójkątny szczyt z półokrągłym oknem. Nad drzwiami był balkon z żeliwną balustradą. Portyk stał na tarasie, do którego wiodły kamienne schody. Boczne skrzydła były parterowe. Dom stał na wysokich, widnych suterenach, rozplanowanych w układzie dwutraktowym z dzielącym je korytarzem. Elewacja ogrodowa zamiast portyku miała duży półkolisty taras, z bocznymi schodami wiodącymi do ogrodu. Całość była przykryta dachami dwuspadowymi z przebitymi kilkoma oknami (pochodzącymi z lat 1904–1905), psującymi symetrię budynku, centralna część dachu była pokryta blachą malowaną na kolor czerwony.  
Po prawej stronie centralnego hallu była na parterze wielka biblioteka, licząca ponad tysiąc cennych książek, w tym starodruki. Wszystkie książki zostały zniszczone pod koniec I wojny światowej. Wspaniale były wyposażone również główny salon i buduar. Znajdowały się tam, poza stylowymi meblami, lustra o złoconych ramach i fortepian Bechsteina. Wisiały tu takie dzieła jak Wesele Pietera Breugela, obrazy polskich artystów, m.in. Jana Rustema, Franciszka Smuglewicza i wielu innych.
Po stronie ogrodowej w pewnej odległości od domu, na wprost niego stał stary lamus, w latach 30. XX wieku służący jako domek ogrodnika. Był to piętrowy, murowany, kwadratowy domek przykryty dachem namiotowym o nieco wygiętych połaciach, przypominający pagodę. 
Dom otaczał park krajobrazowy o powierzchni około 20 ha, założony również przez Jana Kotwicza. Przed domem był duży kolisty trawnik, obsadzony kulisto strzyżonymi lipami, po obu stronach gazonu, skryte za drzewami, stały zabudowania gospodarcze. Obok portyku latem stały donice z agawami. Znacznie większy park był za domem, były tam dwa stawy o nieregularnych kształtach, z dwiema wysepkami, rozdzielone drogą prowadzącą do lamusa. Dalej był trzeci staw, ogród warzywny i sad owocowy. Przez park prowadziły aleje obsadzone modrzewiami, głogiem i drzewiastymi jałowcami.
Dziś w miejscu dworu istnieją jedynie resztki jego murów, zachowały się również ruiny paru budynków gospodarczych. 
Majątek Turły został opisany w 4. tomie Dziejów rezydencji na dawnych kresach Rzeczypospolitej Romana Aftanazego.